# أنجيلا يي
أنجيلا يي (بالإنجليزية: Angela Yee)‏ هي مقدمة برامج إذاعية أمريكية، ولدت في 3 يناير 1976 في East Flatbush, Brooklyn ‏ في الولايات المتحدة.